# Телос (Ратови звезда)
Телос IV (енгл. Telos IV) је измишљена планета из проширеног универзума Звезданих ратова. Телос се први пут појавио у серијалу књига Звездани ратови: Џедај ученик. Планета се такође помиње у видео-игри Star Wars: Knights of the Old Republic, а појављује се у њеном наставку, игри Star Wars: Knights of the Old Republic II: The Sith Lords, коју су произвели LucasArts и Obsidian Entertainment.
Телос се помиње у првом делу дуологије као родна планета Карта Оназија, са које је побегао након што ју је ситска флота избомбардовала током Грађанског рата Џедаја. Пет година касније, током дешавања друге игре, улажу се напори да се планета обнови и врати у своје пређашње стање. Центар координације је станица Цитадела, огромна свемирска станица која кружи око планете. Подухват предводе Иторијанци, који су експерти у планетарној обнови. Њихов успех би проузроковао наставак обнове и на другим световима опустошеним бомбардовањима; с друге стране, њихов неуспех би значио пропаст за планету (а самим тим, због прекида пројеката обнове) и за друге уништене светове. На самоме Телосу, скривена испод северне поларне ледене капе, лежи скривена академија коју води Џедај учитељ Ејтрис.
Хиљадама година касније, Телос се опоравио и постао популарно одредиште за интергалактичке туристе. Око дванаест година пре битке за Набу, бивши падаван Ксанатос је изазвао буру на планети својом жељом за задобијањем личне моћи. Тек је интервенција Квај-Гон Џина и Оби-Ван Кенобија осујетила Ксанатосове планове и омогућила враћање планете под закониту управу, што је описано у роману Дан обрачуна из серијала Звездани ратови: Џедај ученик.